# Sinartoria hamata
Espèce
Sinartoria hamata est une espèce d'araignées aranéomorphes de la famille des Lycosidae.

## Distribution
Cette espèce est endémique de la municipalité de Haïphong au Viêt Nam,. Elle se rencontre dans le parc national de Cát Bà.

## Description
Le mâle holotype mesure 3,53 mm.

## Systématique et taxinomie
Cette espèce a été décrite par Wang et Li en 2024.

## Publication originale
- Wang, Li & Pham, 2024 : « The wolf spiders of three national parks in Northern Vietnam (Araneae: Lycosidae). » Zootaxa, no 5537(2), p. 234-244.